# Зерновой элеватор
Элеватор — сооружение для хранения большого количества зерна и доведения его до кондиционного состояния. Элеватор представляет собой высокомеханизированное зернохранилище силосного типа.

## История

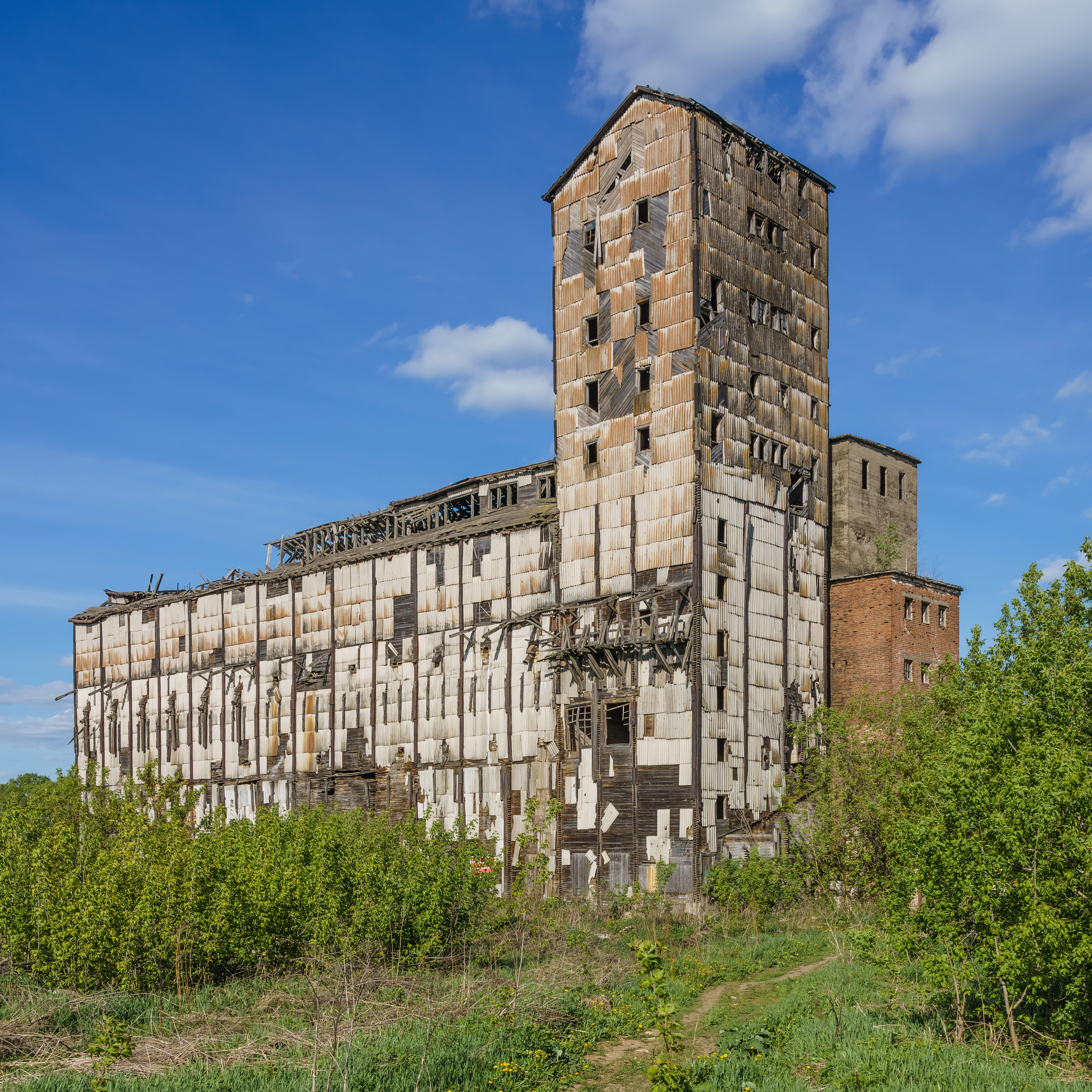
Заброшенный зерновой элеватор в посёлке Фалёнки Кировской области

До появления элеватора зерно обычно перевозили в мешках, а не навалом. Элеватор Дарта был серьёзным нововведением. Это был первый в мире элеватор с паровым двигателем. Его изобрели купец Джозеф Дарт и инженер Роберт Данбар в 1842 и 1843 годах в Буффало (штат Нью-Йорк). Используя паровые мукомольные мельницы Оливера Эванса в качестве модели, они изобрели кожаный вертикальный ленточный конвейер с ковшами, который вычерпывал рыхлое зерно из корпусов кораблей и поднимал его на вершину морской башни.
Ранние зерновые элеваторы и бункеры часто строились из каркасной или решетчатой древесины и были подвержены возгоранию. Бункеры элеваторов, резервуары и силосы в настоящее время обычно изготавливаются из стали или железобетона. Ковшовые элеваторы используются для подъёма зерна к распределителю или грузоотправителю, откуда оно падает через желоба и/или конвейеры в один или несколько бункеров, силосов или резервуаров. При желании силосы, бункеры и резервуары опорожняются самотеком, подметальными шнеками и конвейерами. Когда зерно выгружается из бункеров, цистерн и силосов, оно транспортируется, смешивается и взвешивается в грузовиках, железнодорожных вагонах или баржах для отправки.

## Описание
Элеваторы представляют собой комплекс сооружений, в состав которых могут входить: рабочее здание, силосные корпуса, устройства для погрузки и выгрузки зерна, зерносушилки и др. На территориях действующих предприятий строят элеваторы с полным или сокращённым комплексом сооружений. Широко распространено строительство силосных корпусов, привязываемых к рабочим зданиям действующих элеваторов.
Силосные железобетонные корпуса  (ёмкости) вместимостью от 11,2 до 48,0 тыс. тонн компонуют из силосов двух типов: квадратных сборной конструкции размером 3х3 по осям стен и круглых монолитных диаметром 6 и 9 метров или сборных диаметром 6 метров, высота обычно 30 метров. Квадратные силосы располагают по ширине в шесть, восемь и двенадцать рядов, а круглые — в три, четыре и шесть рядов. Металлические силосы вместимостью 2,55 и 3,0 тыс. тонн, диаметром 18 метров, высотой 11,9 и 15 метров, располагают последовательно в один ряд (по 2...4 силоса). Силосы сблокированы с рабочим зданием, где размещено основное технологическое и транспортное оборудование. Зерно из приёмных бункеров поднимают транспортёрами или вертикальными подъёмниками (нориями) на верх рабочего здания, взвешивают, очищают от примесей, сушат в зерносушилках и направляют по верхнему конвейеру на надсилосные транспортёры, которые сбрасывают его в силосы. Выгружают зерно на нижние конвейеры (их устанавливают в подсилосном этаже) через отверстия с воронками в днищах силосов. Часть силосов оборудуют установками для дезинфекции зерна и активного вентилирования. Температуру зерна измеряют термоподвесками, устанавливаемыми на разных уровнях.
Сейчас, как правило, элеватор обладает пунктами автоприёма, ж/д приёма, авто- и ж/д погрузки. А раньше были нередки случаи, когда непосредственное поступление зерна в сам элеватор осуществлялось с помощью ручного труда. В этом случае люди лопатами с поверхности земли или из кузова автомобиля закидывают зерно на приёмный транспортёр, который как снегоуборочная машина поднимает зерно и ссыпает его в маршрутные сети элеватора.
Первый силосный элеватор построен в США (г. Дулут) в 1845, в России (Нижний Новгород) — в 1887 году.

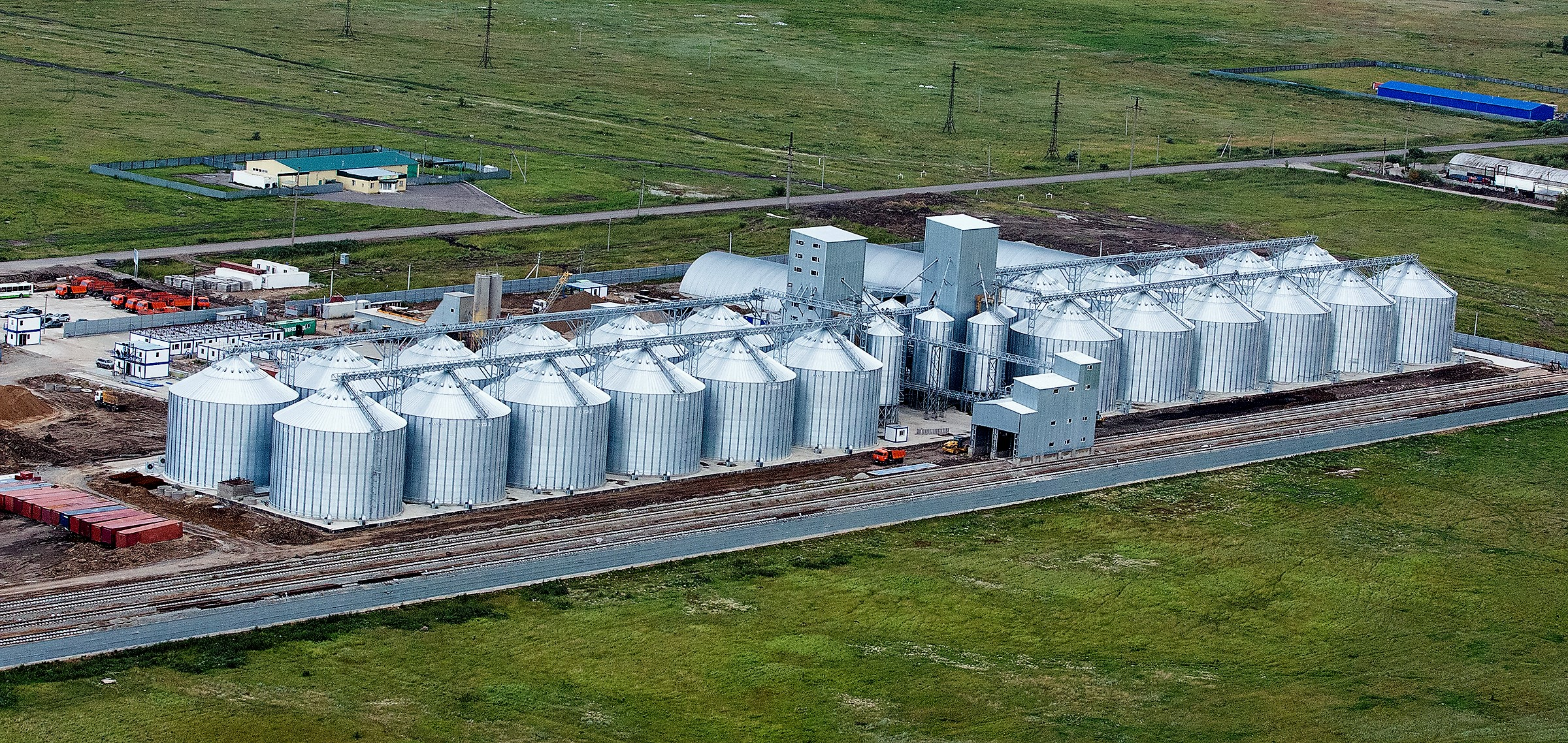
Зерновой элеватор SCAFCO на 120 000 т хранения в Казахстане. 2015 г.

В зависимости от назначения элеваторы подразделяют на:
- хлебоприёмные или заготовительные (принимают зерно от хозяйств, очищают от примесей, сушат и отгружают потребителю; ёмкость 15—100 тыс. т);
- производственные (сооружают при мельницах, крупяных, комбикормовых, крахмалопаточных заводах и. т. п.; 10—150 тыс. т);
- базисные (предназначены для длительного хранения зерна, принимаемого с ж/д транспорта и отгружаемого в ж/д вагоны; 100—150 тыс. т);
- перевалочные и портовые (строят в местах перевалок зерна с одного вида транспорта на другой — на крупных ж/д станциях, в морских портах; 50—100 тыс. т).

За рубежом распространены также прямоугольные в плане элеваторы с силосами большего диаметра (до 30 м) и высоты (до 60 м), выполненными из металла (сталь, алюминий).
В России распространены рабочие башни элеватора высотой 53-60 метров, а силосные корпуса высотой 43 метра.

## Состав типового элеватора
- весовая;
- приёмное отделение (для выгрузки ж/д или автотранспорта), представляет собой завальную яму различного объёма проездного или непроездного типа;
- рабочая башня, в ней располагаются машины для предварительной, первичной и, при необходимости, вторичной очистки зерна, а также система аспирации для очистки от лёгких примесей;
- сушильное отделение, включает в себя ёмкости для накопления влажного и сухого материалов, а также необходимое количество сушилок различного исполнения с горелками под нужный вид топлива;
- отделение хранения, в современном элеваторе представляет собой силосы (банки) требуемой вместимости, расположенные либо в один ряд, либо в несколько взаимоувязанных рядов, что позволяет хранить различные культуры или сорта одних и тех же культур в одном элеваторе;
- отделение отгрузки, как правило, представляют собой систему бункеров-хопперов для отгрузки на ж/д или автотранспорт;
- транспортное оборудование связывает все маршруты элеватора (нориями и транспортёрами различных видов и модификаций);
- металлоконструкции (норийные вышки и транспортные мосты и галереи);
- системы электрики и автоматизации, включают в себя шкафы управления, частотные преобразователи, датчики, электро-кабельную продукцию, освещение и т. д.;
- административно-бытовой корпус, лаборатория, пожарный резервуар и прочие, требуемые по нормативам, здания и сооружения[7].

## Стоимость строительства элеватора
Стоимость строительства современного зернового элеватора под ключ составляет около 200 $ на тонну хранения для всех инвестиционных затрат. Стоимость элеваторного оборудования при этом — около 100 $ на тонну хранения. На стоимость строительства элеватора существенно влияют требования по наличию и производительности зерносушилки, производительности зерновых потоков.

## Фотогалерея

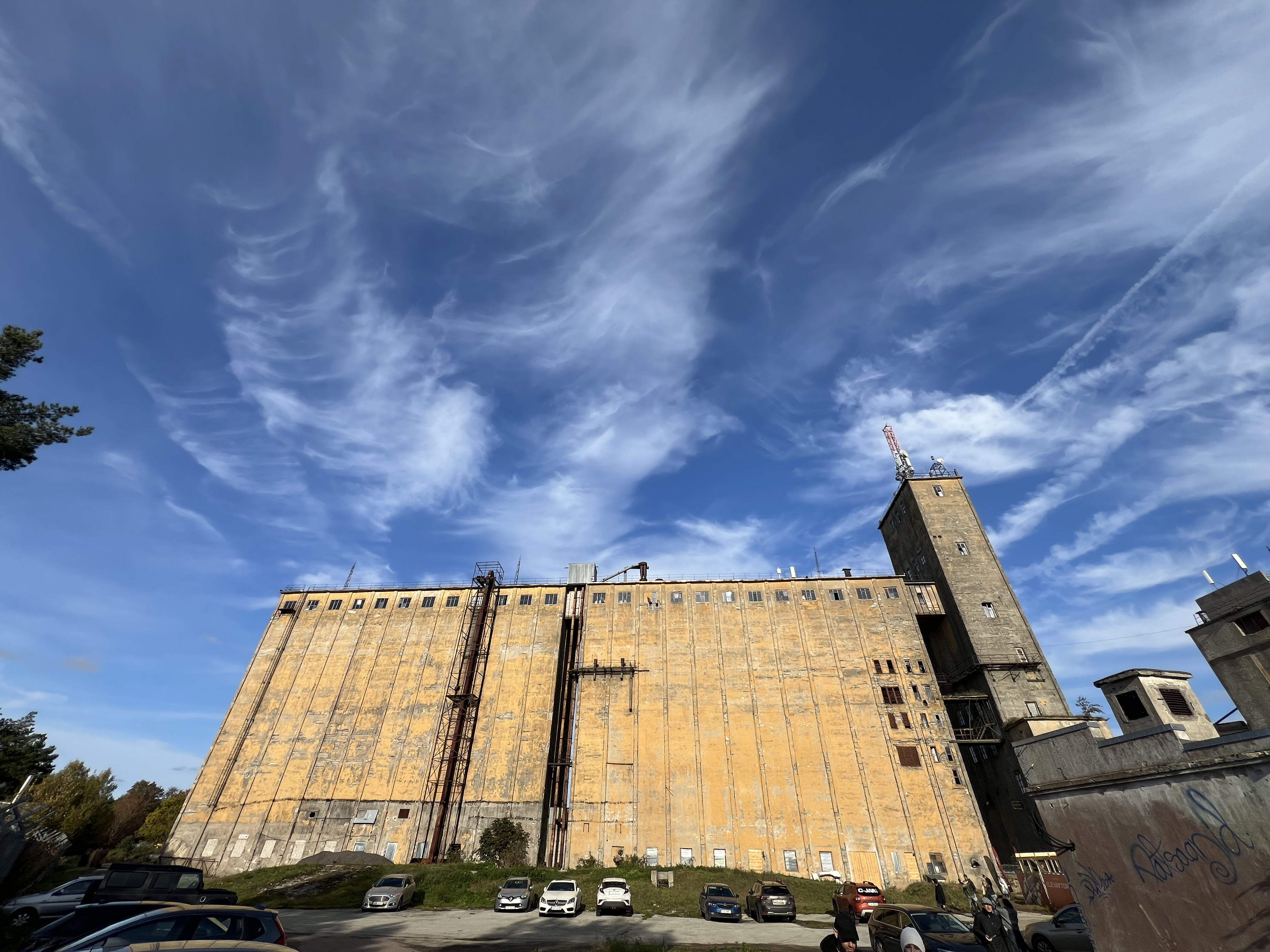
Ныммеский элеватор в Таллине
Здание элеватора в Ахтырке
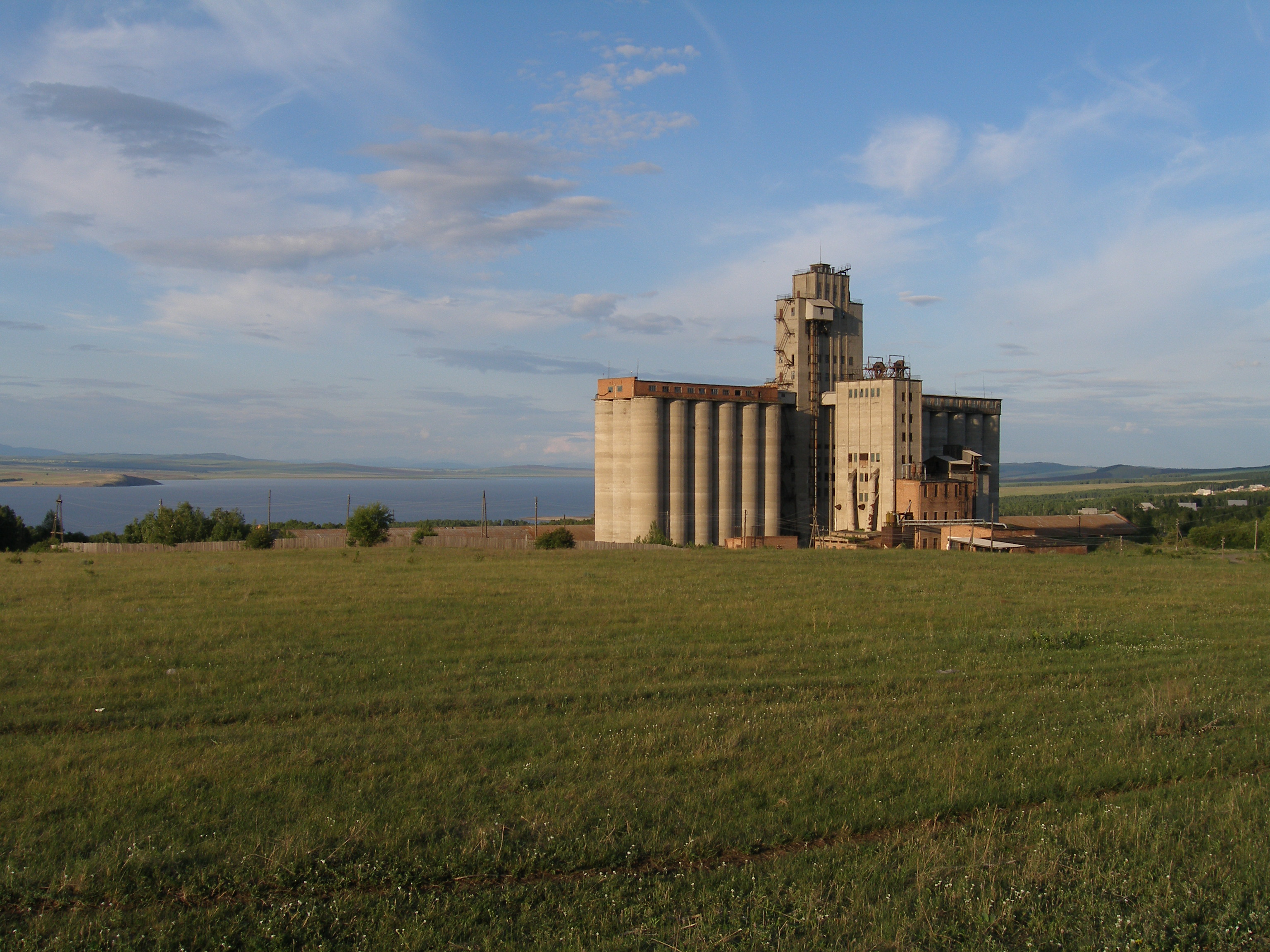
Элеватор Краснотуранска
Безымянский элеватор, металлические ёмкости (проект №8689/1451)
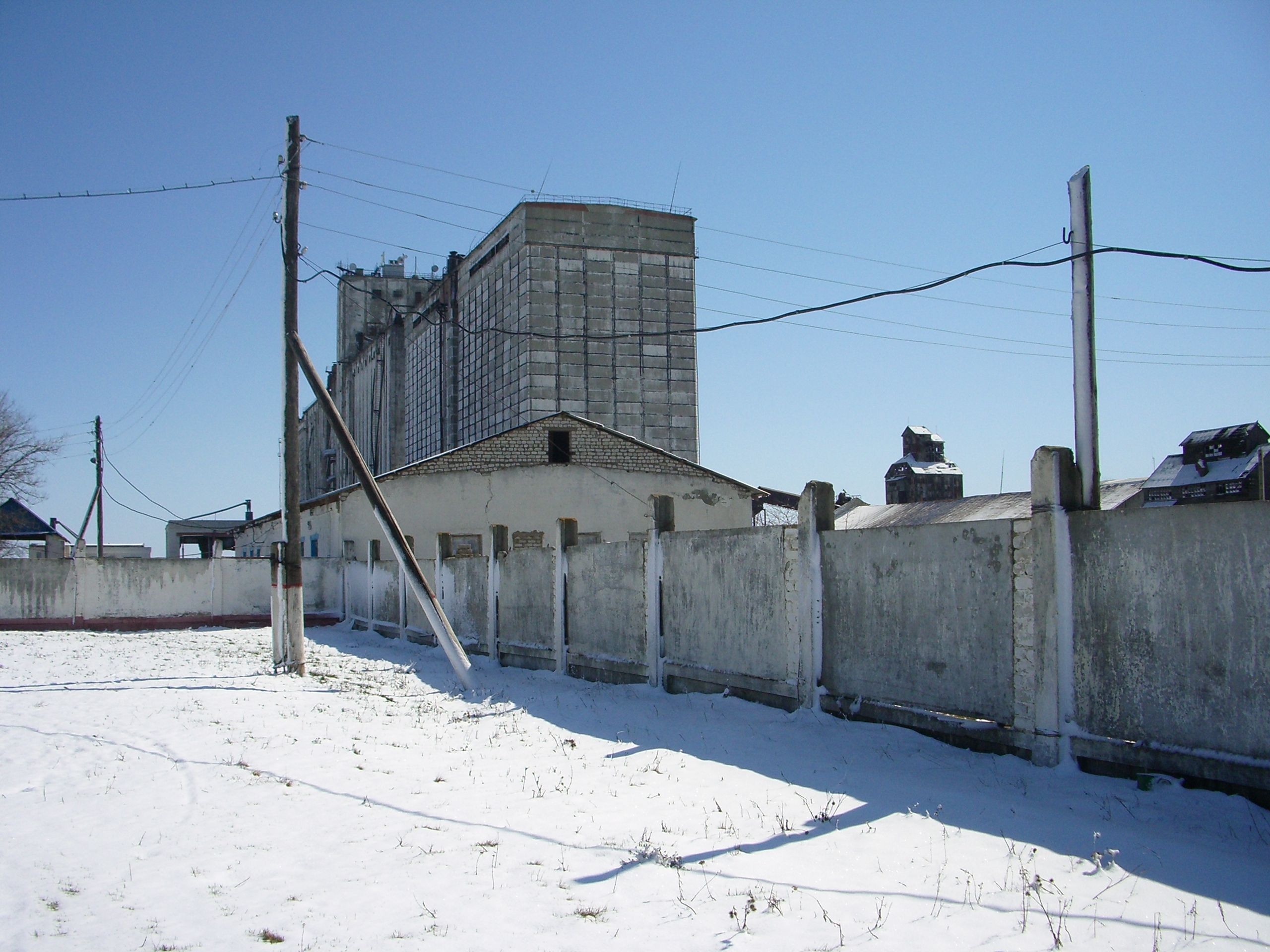
Плёсский железобетонный СКС-3-60 Номер проекта 702-1-8
Урбахский Комбинат хлебопродуктов. Тип силосных корпусов СКС-3-96. Номер проекта 702-1-9
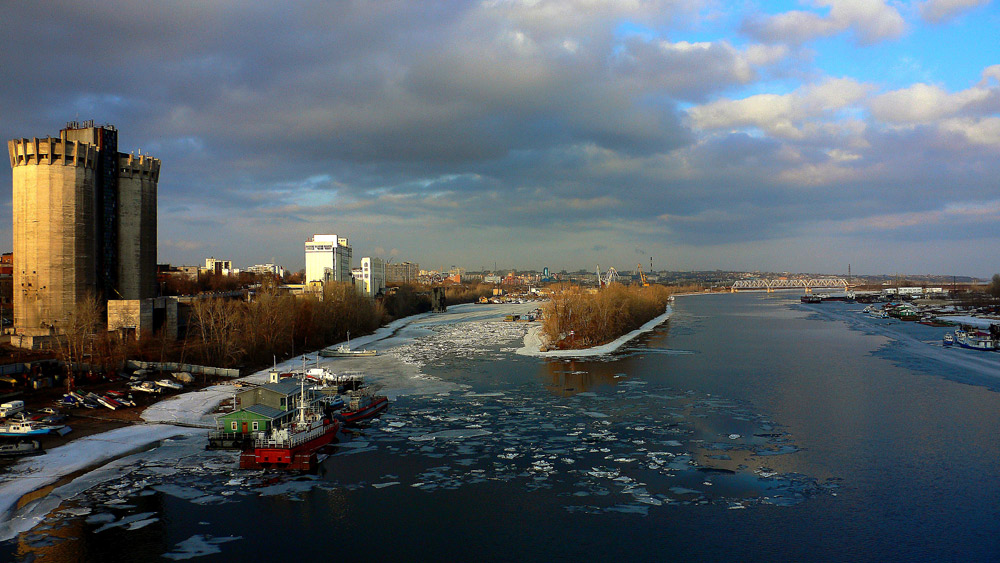
Экспериментальный вертикальный элеватор в Самаре